# Negreaella
Negreaella – rodzaj kosarzy z podrzędu Laniatores i rodziny Biantidae. Gatunkiem typowym jest Negreaella yumuriensis.

## Występowanie
Wszystkie gatunki są endemitami Kuby.

## Systematyka
Opisano dotychczas 5 gatunków z tego rodzaju:
- Negreaella fundorai Avram, 1977
- Negreaella palenquensis Avram, 1977
- Negreaella rioindiocubanicola Avram, 1977
- Negreaella vinai Avram, 1977
- Negreaella yumuriensis Avram, 1977